# Джуманалиев, Марат
Марат Джуманалиев известный как Маратик (8 мая 1981, Фрунзе, Киргизская ССР, СССР — 14 марта 2024, Бишкек, Кыргызстан) — киргизский боксёр, баскетболист, а также актёр и игрок в КВН. Чемпион Кыргызстана по боксу в супертяжёлой весовой категории (2006).

## Детство
Родился 8 мая 1981 года в городе Фрунзе (ныне Бишкек), его детство прошло в Аламудунском районе. Его отец вырос в Таласе, а мать родом из Северного Казахстана. Его родители познакомились во время учебы и создали семью. Есть сестра Анара, которая на 9 лет старше Марата. Родители сначала работали на заводе, а затем открыв магазин, занялись бизнесом. В детстве он поменял две школы: сначала учился в школе № 38, а затем ушел в школу № 1.

## Спортивная карьера
С 8 лет он занимался спортом. Несмотря на то, что его родители были среднего роста, он был очень высоким, как и его дед с материнской стороны. Благодаря высокому росту он делал успехи в баскетболе, он занимался в Училище олимпийского резерва, а затем и попал в национальную сборную Кыргызстана. В 2000 году стал игроком баскетбольного клуба «Саха-Якутия» из Тольятти, в составе которого играл в Высшей лиге. В 2003 году он перебрался в клуб «Стандарт» из Тольятти, в составе которого играл в Высшей лиге. Параллельно он занимался боксом, дважды становился чемпионом Кыргызстана, один из которых в 2006 году. Принимал участие на международных соревнованиях, включая WBC Asian Boxing Council в Дубае (ОАЭ), откуда вернулся с чемпионским поясом. Был спарринг-партнёром Николая Валуева и Владимира Кличко.

## КВН
Его приятель Эльдияр Кененсаров, игравший в Высшей лиге за команду «Азия MIX», пригласил его поиграть в КВН. В сезоне 2016 года он стал чемпионом КВН. В том же 2016 году он снялся в российском сериале «Остров». Также он работал охранником Тимати.

## Образование
В 2003 году окончил Кыргызский государственный технический университет по специальности «менеджмент», параллельно получил диплом физкультурного института.

## Личная жизнь
Два раза был женат, в первом браке у него родились сыновья Ислам и Амир, а во втором — дочь Дана и сын Умар. Являлся верующим мусульманином. В 2005 году он совершил хадж в Мекку. Является основателем благотворительного фонда «Садака Джария», который помогал как африканцам, так и его нуждающимся соотечественникам.

## Смерть
14 марта 2024 года в результате несчастного случая, когда он упал у себя дома в Бишкеке и получил ушиб головы, скончался. Похороны состоялись 15 марта 2024 года, церемония прошла в центральной мечети Бишкека.